# غريغ كير
غريغ كير هو سياسي كندي، ولد في 8 أكتوبر 1947 في كندا. حزبياً، نشط في حزب المحافظين الكندي. وقد انتخب عضو مجلس العموم الكندي.